# Andrew Hickenlooper

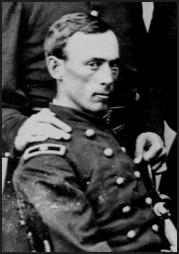
Andrew Hickenlooper

Andrew Hickenlooper (* 10. August 1837 in Hudson, Ohio; † 12. Mai 1904 in Cincinnati, Ohio) war ein US-amerikanischer Offizier und Politiker. Zwischen 1880 und 1882 war er Vizegouverneur des Bundesstaates Ohio.

## Werdegang
Andrew Hickenlooper absolvierte das Woodward College und das Xavier College. Später arbeitete er für das Vermessungsamt der Stadt Cincinnati. Dann wurde er Leiter dieser Behörde. Während des Bürgerkrieges diente er im Heer der Union, wobei er an zahlreichen Schlachten und Feldzügen teilnahm. Dazu gehörte auch der Atlanta-Feldzug unter General William T. Sherman. Bei Kriegsende wurde er zum Brevet-Brigadegeneral befördert. Nach dem Krieg wurde er US Marshal für den südlichen Teil des Staates Ohio. Zwischen 1871 und 1877 leitete er die Baubehörde der Stadt Cincinnati. Anschließend wurde er Präsident der Firma Cincinnati Gas, Light and Coke Company. Diesen Posten bekleidete er bis zu seinem Tod.
Politisch schloss sich Hickenlooper der Republikanischen Partei an. 1879 wurde er an der Seite von Charles Foster zum Vizegouverneur von Ohio gewählt. Dieses Amt bekleidete er zwischen 1880 und 1882. Dabei war er Stellvertreter des Gouverneurs und Vorsitzender des Staatssenats. Andrew Hickenlooper starb am 12. Mai 1904 in Cincinnati, wo er auch beigesetzt wurde.